# Elect-Sport FC
El Elect-Sport FC es un equipo de fútbol de Chad que juega en la Primera División de Chad, la liga de fútbol más importante del país.

## Historia
Fue fundado en el año 1964 en la capital Yamena y este equipo propiedad de la Société Tchadienne de l'Energie Electrique, lo que es lo mismo, la compañía de electricidad de Chad.
Ha ganado 6 títulos de liga y 1 de copa. También ha participado en más de 7 oportunidades en competiciones internacionales con resultados discretos.

## Palmarés
Primera División de Chad: 7
- 1988, 1990, 1992, 2008, 2018, 2019, 2022.

Copa de Chad: 1
- Campeones: 2012
- Subcampeones: 1993.

Supercopa de Chad: 0
- Subcampeones: 2008.

## Participación en competiciones de la CAF
| Temporada | Torneo                            | Ronda      | Club                 | Casa  | Visita | Global |
| --------- | --------------------------------- | ---------- | -------------------- | ----- | ------ | ------ |
| 1991      | Copa Africana de Clubes Campeones | 1          | JS Kabylie           | 1-0   | 0-6    | 1-6    |
| 1993      | Copa Africana de Clubes Campeones | Preliminar | Sahel SC             | 0-2   | 0-2    | 0-4    |
| 1994      | Copa CAF                          | 1          | Olympic FC           | w.o.1 | w.o.1  | w.o.1  |
| 2009      | Liga de Campeones de la CAF       | Preliminar | Kano Pillars         | 0-0   | 0-2    | 0-2    |
| 2013      | Copa Confederación de la CAF      | Preliminar | Panthère du Ndé      | 1-1   | 0-2    | 1-3    |
| 2015      | Copa Confederación de la CAF      | Preliminar | Al Ittihad Tripoli   | 0-1   | 1-6    | 1-7    |
| 2018/19   | Liga de Campeones de la CAF       | Preliminar | Ittihad Tanger       | 0-0   | 0-1    | 0-1    |
| 2019/20   | Liga de Campeones de la CAF       | Preliminar | Cercle Mbéri Sportif | 2-0   | 0-0    | 2-0    |
| 2019/20   | Liga de Campeones de la CAF       | 1          | Espérance ST         | 1-1   | 1-2    | 2-3    |
| 2019/20   | Copa Confederación de la CAF      | Playoff    | Djoliba AC           | 0-1   | 0-4    | 0-5    |
| 2024/25   | Copa Confederación de la CAF      | 1          | Nsoatreman FC        | 0-2   | 0-3    | 0-5    |

1- Elect-Sport abandonó el torneo.